# Гулд, Билли
Уильям Дэвид (Билли) Гулд (англ. William David Gould, Billy Gould; род. 24 апреля 1963, Лос-Анджелес, Калифорния) — американский музыкант, композитор, бас-гитарист и продюсер, получивший наибольшую известность как бессменный бас-гитарист и один из основателей группы Faith No More, вместе с которой трижды номинировался на Грэмми.
Билли Гулд, наряду с Родди Боттумом и Майком Паттоном, один из главных композиторов группы, он пишет большую часть музыки, автор таких легендарных хитов, как «Epic», «From Out of Nowhere», «Falling To Pieces» и остальных известных песен группы. Также автор некоторой части лирики первых трёх альбомов группы.

## Биография
Семья его отца — еврейского происхождения из Центральной Европы. 

### Faith No More
Гулд начал играть на бас-гитаре, пока учился в высшей школе Лайола в Лос-Анджелесе, вместе с будущим клавишником Faith No More Родди Боттумом. Его первая группа в первые годы существования называлась «The Animated» и исполняла музыку в стиле нью-вейв. Группа также включала будущего вокалиста Faith No More Чака Мозли как клавишника, и Марка Стюарта на гитаре. В начале 80-х Гулд переехал в Сан-Франциско, чтобы получить высшее образование, а также начал играть в некоторых андеграундных группах. В это время он познакомился с ударником Майком Бордином и гитаристом Джимом Мартином. Вскоре после этого Гулд собрал группу с Бордином, клавишником Уэйдом Уортингтоном, которого быстро сменил старый знакомый Родди Боттум, и гитаристом/вокалистом Майком Моррисом, которая стала называться Faith No Man, сменившую название на Faith No More после ухода Морриса из группы.
В середине 90-х Гулд начал работать как продюсер и в 1996 году спродюсировал последний на текущий момент альбом группы Faith No More — Album of the Year.
В феврале 2009 года стало известно, что Faith No More воссоединились для тура и записи нового альбома.

## Дискография

### Как участник групп

#### Faith No Man
- 1982: «Quiet in Heaven/Song of Liberty»

#### Faith No More
- 1985: We Care a Lot
- 1987: Introduce Yourself
- 1989: The Real Thing
- 1992: Angel Dust
- 1995: King for a Day... Fool for a Lifetime
- 1997: Album of the Year
- 2015: Sol Invictus

#### Brujeria
- 1993: Matando Güeros
- 1995: Raza Odiada
- 2000: Brujerizmo

#### Fear and the Nervous System
- 2011: Fear and the Nervous System

#### Jello Biafra and the Guantanamo School of Medicine
- 2009: Audacity of Hype
- 2011: Enhanced Methods of Questioning (EP)

#### Harmful
- 2007: Seven

### Как приглашенный участник
- 1989: Lenny Kravitz — Let Love Rule
- 2005: Fear Factory — Transgression, «Echo of my Scream», «Supernova»
- 2006: Coma — Nerostitele, «Mai Presus De Cuvinte»
- 2006: Jeff Walker und Die Fluffers — Welcome to Carcass Cuntry
- 2012: Angertea — Nr. 4: Songs Exhaled, «No Computation»